# Ibrahim Eissa

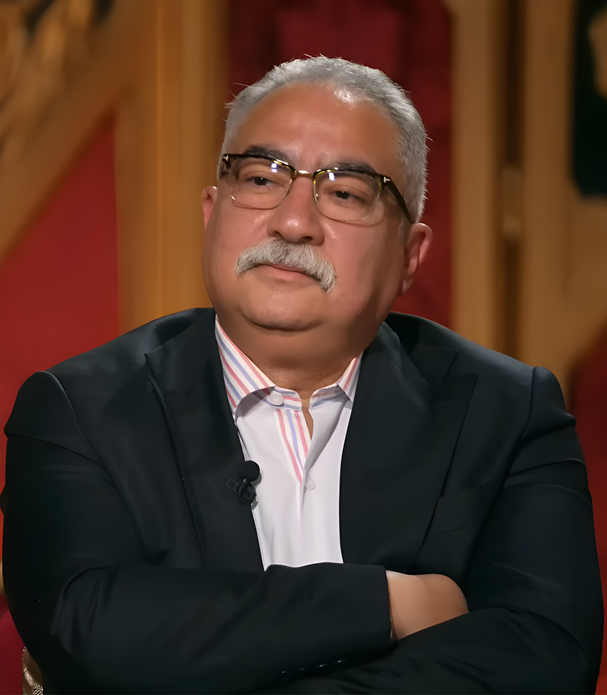
Ibrahim Eissa (2024)

Ibrahim Eissa (arabisch إبراهيم عيسى; * November 1965 im Gouvernement al-Minufiyya) ist ein ägyptischer Journalist.
Eissa ist Mitbegründer der unabhängigen Tageszeitung Al-Dostor. Er ist Chefredakteur der Zeitung El Tahrir und als Fernsehmoderator bekannt. Seine Erzählung Maulana (مولانا) wurde für den International Prize for Arabic Fiction nominiert.